# 平治 (日本)
平治（1159年5月9日—1160年2月18日）是日本的年號。這個時代的天皇是二條天皇，由後白河法皇實施院政。

## 改元
- 保元四年四月二十日（西元1159年5月9日） 因二條天皇即位而改元平治。
- 平治二年正月十日（西元1160年2月18日） 改元永曆。

## 出處
《史記卷二·夏本紀》：「東漸于海，西被于流沙，朔、南暨：聲教訖于四海。於是帝錫禹玄圭，以告成功于天下。天下於是太平治。」。

## 出生
源義經——源義朝第九子。

## 紀年、西曆、干支對照表
| 平治   | 元年   | 二年   |
| ------ | ------ | ------ |
| 儒略曆 | 1159年 | 1160年 |
| 干支   | 己卯   | 庚辰   |

## 同期存在的其他政權之紀年
- 中國
  - 紹興（1131年－1162年）：宋—宋高宗趙構之年號
  - 龍興（1157年－1161年）：大理—段正興之年號
  - 紹興（1151年－1163年）：西遼—遼仁宗耶律夷列之年號
  - 正隆（1156年－1161年）：金—金海陵王完顏亮之年號
  - 天盛（1149年－1169年）：西夏—夏仁宗李仁孝之年號
- 越南
  - 大定（1140年－1162年）：李朝—李天祚之年號